# 岐阜市東部コミュニティセンター
岐阜市東部コミュニティセンター（ぎふしとうぶコミュニティセンター）とは、岐阜県岐阜市にある公共施設。岐阜市東部地域の交流活動、生涯学習を実践する場である。岐阜市東部図書室と東部ふれあい保健センターを併設する。1982年（昭和57年）開館。岐阜市東部体育館、岐阜市東部事務所が隣接して建っている。

## 施設概要
- 建物
  - 鉄筋コンクリート造2階建（延床面積：約2,800 m2）
- 施設構成
  - 集会室
  - 教養娯楽室
  - 生活相談室
  - 大会議室
  - 会議室
  - 防災会議室
  - 多目的室
  - 音楽室
  - サークル室
  - チビッ子室
  - 料理講習室
  - 趣味の工作室 など

## 担当地域
- 岩
- 芥見
- 芥見東
- 芥見南

## 所在地
- 岐阜市芥見4丁目80番地

## 公共交通機関
- 岐阜バス
  - 大洞団地線、岐阜関線、岐阜美濃線「東芥見」バス停下車、徒歩約5分
    - 岐阜バスターミナル（名鉄岐阜駅）D番のりば「大洞緑団地」「せき東山」「岐阜医療科学大」「中濃庁舎」行き
    - JR岐阜駅バスターミナル（岐阜駅北）14番のりば「大洞緑団地」「せき東山」「岐阜医療科学大」「中濃庁舎」行き